# Kirchham (Landkreis Passau)
Kirchham település Németországban, azon belül Bajorországban. Lakosainak száma 2738 fő (2023. december 31.). Kirchham Malching, Rotthalmünster, Pocking és Bad Füssing községekkel határos.

## Népesség
A település népessége az elmúlt években az alábbi módon változott:
| Lakosok száma | 1065 | 2743 | 1662 | 1969 | 2077 | 2164 | 2227 | 2297 | 2441 | 2738 |
|               | 1875 | 1950 | 1975 | 1987 | 2012 | 2014 | 2016 | 2017 | 2021 | 2023 |